# 萊翁科查山
11°32′33″S 76°19′56″W / 11.54250°S 76.33222°W
萊翁科查山（Liyunqucha），是秘魯的山峰，位於該國中部胡寧大區和利馬大區，由馬爾卡波馬科查區和卡蘭波馬區負責管轄，屬於安地斯山脈的一部分，海拔高度5,215米。